# Coracina (coraza)
Se llama coracina a una especie de media coraza que defendía la parte inferior del pecho y la usaban los piqueros.
Los romanos tuvieron una especie de coraza formada de tres o cuatro planchas de bronce o acero con largas hombreras, que solo defendía desde la tetilla a la cintura. También era una pieza de piel sin curtir o plancha de metal que solo defendía el pecho en la parte del corazón y de aquí toma el nombre de corazina o coracina.